# Werner Naumann
Werner Hugo Robert Naumann (Góra, 16 giugno 1909 – Lüdenscheid, 25 ottobre 1982) è stato un funzionario e politico tedesco, Segretario di Stato presso il Ministero della Propaganda di Joseph Goebbels.
Fu nominato capo del Ministero dell'Istruzione pubblica e della Propaganda nelle ultime volontà di Adolf Hitler, dopo la promozione di Goebbels a Reichskanzler. Naumann era presente nel Führerbunker alla fine di aprile del 1945, riuscì a sfuggire alla cattura e condusse un'esistenza in clandestinità sotto falso nome fino all'amnistia del 1950. Negli anni successivi fu a capo di un'organizzazione neonazista nota come Circolo Naumann finché non fu arrestato e giudicato come "criminale di categoria II" in un procedimento di denazificazione.

## Biografia
Nacque a Góra, in Slesia. Studiò economia politica, si iscrisse al Partito nazista nel 1928, entrò a far parte delle SA e nel 1933 raggiunse il grado di Brigadeführer delle SA. Successivamente passò alle SS come SS-Brigadeführer. Nel 1937 divenne capo dell'Ufficio Propaganda di Breslau.
Un anno dopo fu nominato assistente personale di Joseph Goebbels e nel 1942 divenne suo segretario aggiunto con il titolo ufficiale di "Sottosegretario e Capo dell'Ufficio del Ministro nel Ministero della Propaganda". Nell'aprile 1944 fu nominato Segretario di Stato nel Ministero dell'Istruzione pubblica e della Propaganda. Fu membro del Freundeskreis Reichsführer-SS di Heinrich Himmler e prestò servizio nelle Waffen-SS durante la seconda guerra mondiale.
Quando le forze sovietiche presero Berlino, fu nominato ministro della Propaganda nel gabinetto Goebbels secondo il volere del testamento di Hitler del 29 aprile 1945. Dopo il suicidio di Goebbels il 1º maggio, il nuovo Presidente del Reich Karl Dönitz chiese a Lutz Graf Schwerin von Krosigk di formare un nuovo gabinetto, il governo di Flensburg, che però non prevedeva un Ministero della Propaganda.
Il 1° maggio 1945, Naumann fu a capo del terzo gruppo evaso dal Führerbunker di Berlino con Martin Bormann, Hans Baur, Ludwig Stumpfegger e Artur Axmann. Erich Kempka testimoniò a Norimberga di aver visto Naumann camminare per l'ultima volta un metro davanti a Bormann, quando un razzo sovietico esplose vicino a Bormann mentre attraversava il ponte Weidendammer sotto il fuoco pesante di Berlino. Secondo Axmann, il gruppo seguì un carro armato Tiger che guidò il primo tentativo di assalto al ponte, ma fu distrutto. Bormann, Stumpfegger e lui stesso furono "sbalzati" quando il carro armato fu colpito. Axmann strisciò fino a una buca dove si riunì con il gruppo; tutti riuscirono ad attraversare il ponte. Di quel gruppo, solo Naumann e Axmann riuscirono a sfuggire all'accerchiamento di Berlino da parte dell'Armata Rossa e a raggiungere la Germania occidentale. È in parte grazie alle voci diffuse in seguito da Naumann che nacque la convinzione per cui Martin Bormann fosse sopravvissuto alla guerra. Secondo Naumann, Bormann non solo era ancora vivo ma "era una spia sovietica e doveva aver organizzato in anticipo dove incontrare le unità dell'Armata Rossa... Bormann ora vive a Mosca". Queste sue dichiarazioni provocarono delle ripercussioni all'interno della CIA.

## Attività nel dopoguerra
Dopo la sconfitta della Germania, visse sotto falso nome per cinque anni e lavorò come bracciante agricolo, completando poi l'apprendistato come muratore. La sua figura riemerge all'inizio del 1950 con l'entrata in vigore della legge di amnistia, e diventa direttore di un'azienda di import-export a Düsseldorf. Naumann tornò a riprendere contatto con altri ex funzionari nazisti politicamente attivi nell'estrema destra, tra cui Hans-Ulrich Rudel, Ernst Achenbach, Artur Axmann, Otto Skorzeny e molti altri. Questo gruppo diventa noto come Circolo Naumann (in tedesco Naumann-Kreis) o anche Circolo dei Gauleiter. Si infiltrarono nel Partito Liberale Democratico per un periodo di circa due anni. Naumann, insieme ad altri sei cospiratori, fu arrestato dall'esercito britannico il 15 gennaio 1953 e accusato di essere il leader di un gruppo neonazista che tentava di infiltrarsi nei partiti politici della Germania occidentale. Naumann fu consegnato alle autorità tedesche il 1º aprile e, dopo oltre sei mesi di detenzione, fu rilasciato dalla custodia cautelare il 28 luglio 1953 con una decisione della Corte costituzionale federale di Karlsruhe.
Il 5 agosto 1953, appena una settimana dopo il suo rilascio, Naumann dichiarò la sua intenzione di candidarsi al Bundestag nel partito di destra Deutsche Reichspartei (DRP), che aveva beneficiato pesantemente della messa al bando del Partito Socialista del Reich l'anno precedente. Il 23 agosto, appena due settimane prima delle elezioni, il governo statale della Renania Settentrionale-Vestfalia, agendo in qualità di tribunale di denazificazione, lo classificò come criminale di categoria II: in quanto tale, gli fu vietato di appartenere a qualsiasi partito politico, di impegnarsi in qualsiasi attività politica, di ricoprire qualsiasi carica politica e anche di lavorare nell'editoria per un periodo di cinque anni. La sua candidatura al Bundestag fu quindi bruscamente interrotta.
L'indagine penale proseguì e, alla sua conclusione il 29 giugno 1954, i pubblici ministeri tedeschi stabilirono che c'erano prove sufficienti per procedere penalmente contro Naumann con l'accusa di essere a capo di un'organizzazione anticostituzionale. Il 3 dicembre 1954, poco più di cinque mesi dopo, il tribunale penale di Karlsruhe ritenne che le prove non supportassero l'accusa e il procedimento fu archiviato. Il 23 settembre 1955, il governo della Renania Settentrionale-Vestfalia revocò la precedente imposizione dei divieti politici e civili contro Naumann, stabilendo che, dopo la fine formale dell'occupazione alleata, le direttive del Consiglio di Controllo Alleato che avevano conferito l'autorità di denazificazione al governo statale erano ormai prive di effetto. Nonostante ciò, Naumann non si presentò mai più alle elezioni. Divenne direttore dell'azienda metallurgica Busch-Jaeger di Lüdenscheid, di proprietà del figliastro di Goebbels, Harald Quandt.
Scrisse il libro Nau Nau gefährdet das Empire? pubblicato nel 1953 da Dürer Verlag. Morì nel 1982 a Lüdenscheid, all'epoca in Germania Ovest, all'età di 73 anni e fu sepolto nel cimitero comunale di Piepersloh a Lüdenscheid.